# Kıbrıslı Kâmil Pascha

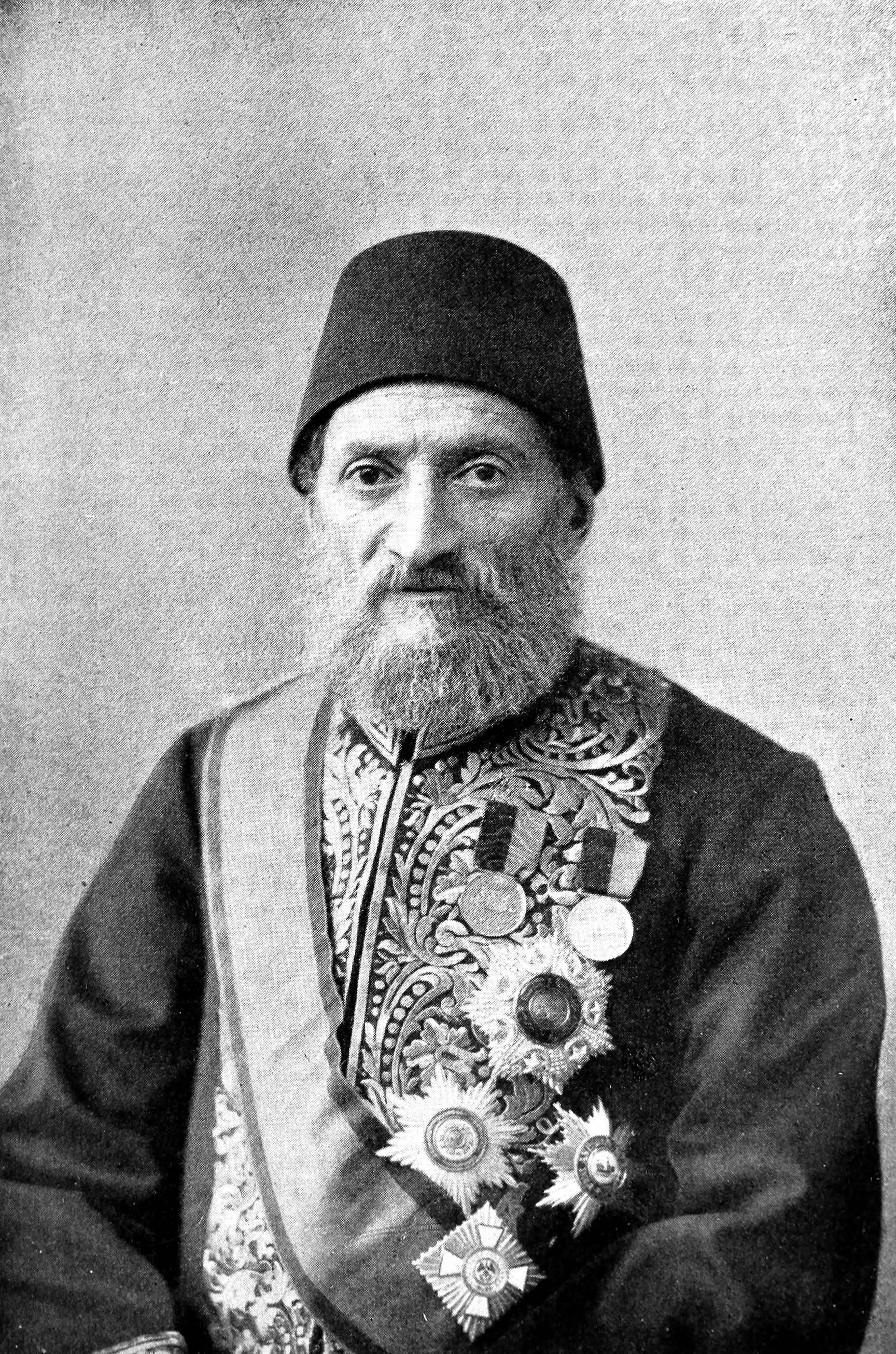
Kamil Pascha

Kıbrıslı Kâmil Pascha (osmanisch محمد كامل پاشا Mehmed Kamil Paşa, deutsch „Kiamil Pascha der Zyprer“, * 1833 in Nikosia, Osmanisches Reich; † 14. November 1913 in Zypern) war ein osmanischer Staatsmann zyperntürkischer Herkunft des späten 19. Jahrhunderts und frühen 20. Jahrhunderts, der außer regionalen und internationalen Ämtern im osmanischen Staat auch viermal Großwesir war.

## Familie und Laufbahn
Er wurde 1833 in Nikosia als Sohn des Kapitäns Salih Ağa aus dem Dorf Gaziler geboren. Seinen ersten Posten hatte er innerhalb des Haushaltes der Khediven in Ägypten, das zu der Zeit nur nominell der osmanischen Macht in Istanbul unterstand. Im Laufe seiner Stellung besuchte er die Great Exhibition 1851 in London als Betreuer einer der Söhne der Khediven. Kâmils Aufenthalt in England hinterließ in ihm eine lebenslange Bewunderung für Großbritannien und während seiner Karriere innerhalb des osmanischen Staates war er als anglophil bekannt. Mit seinen sehr guten Englischkenntnissen strebte er von da an bis zum Ende seiner Karriere nach der Freundschaft zwischen England und der Türkei.
Nachdem er zehn Jahre in Ägypten geblieben war, tauschte er um 1860 seinen Posten bei Abbas I. für einen Posten in der osmanischen Regierung und erfüllte für die darauf folgenden 19 Jahre – bis er zum ersten Mal dem Kabinett beitrat – viele administrative Stellungen allen Teilen des Reiches. Er regierte oder half zu regieren Provinzen wie Ostrumelien, Herzegowina, Kosovo und seine Heimat Zypern.
Zwischen 1885 und 1913 war er viermal Großwesir. Er diente unter Abdülhamid II. und Mehmed V.

## Absetzung und Exil
Im Mai 1913 kehrte er nach Zypern zurück, das er seit seinem letzten Posten dort 1864 nicht gesehen hatte. Der Grund war kein erfreulicher. Nach der Jungtürkenrevolution 1908, versuchte sich Kâmil anfangs mit den neuen Machthabern zu arrangieren. Aber bald entschied er sich, gegen das Regime der Jungtürken zu sein, und wurde zum Aushängeschild der so genannten liberalen (mehr konservativ-traditionellen) Opposition. Nach dem Sturz des Jungtürkenregimes im Sommer 1912, wurde er zum Großwesir der nun herrschenden Liberalen. Aber er hatte keine Zeit, die Macht zu konsolidieren, denn das Osmanische Reich wurde in den Ersten Balkankrieg 1912/13 verwickelt und erlitt ernste militärische Niederlagen, begleitet von Massakern und einer Massenflucht der muslimischen Einwohner aus den umkämpften Balkanprovinzen. Im Januar 1913 entschied die Regierung Kâmils, die harten Friedensbedingungen inklusive massive territorialer Verluste zu akzeptieren. Die Jungtürken in der Armee nutzen diese Periode größter Schwäche und der Unbeliebtheit der Regierung für ihren zweiten Coup d’État aus.
Am 23. Januar 1913 platzten Enver Pascha, der einer der militärischen Führer der Jungtürken war, und einige seiner Helfer in eine Kabinettssitzung der Hohen Pforte. Einer der Offiziere Enver Paschas Yakup Cemil erschoss den Kriegsminister Nazım Pascha und die Gruppe zwang Kâmil Pascha zu einem schnellen Rücktritt.
Kâmil wurde unter Hausarrest unter Kontrolle gestellt. Der ehemalige Großwesir, der wohl in Lebensgefahr war, wurde von seinem britischen Freund Herbert Kitchener, 1. Viscount Kitchener, nach Kairo eingeladen. Nach drei Monaten in Ägypten entschied sich Kıbrıslı Kâmil Pascha auf einen günstigen Zeitpunkt für die Rückkehr nach Zypern zu warten.
Fünf Wochen nach seiner Rückkehr nach Zypern geschah im Juni 1913 die Ermordung seines jungtürkischen Nachfolgers Mahmud Şevket Pascha, womöglich um den Mord an Nazım Pascha zu rächen. Das jungtürkische Regime reagierte mit der Verfolgung bekannter oppositioneller Politiker. Die bekannten alten Türken wurden entweder verbannt oder mussten aus der Türkei fliehen. Cemal Pascha, der der jungtürkische Präfekt Konstantinopels war, deutete der Familie Kâmils an, dass sie das Osmanische Reich zu verlassen habe, andernfalls eingesperrt werden würde. Seine Familie wählte das Exil.

## Tod
Am 14. November 1913 starb Kıbrıslı Kâmil Pascha plötzlich an einer Synkope und wurde auf dem Friedhof der Arabahmet-Pascha-Moschee begraben. Er hatte schon Pläne ausgearbeitet, um England 1914 wieder zu besuchen. Einer seiner Nachkommen war der Schauspieler Zeki Alasya.
Sir Ronald Storrs, der britische Gouverneur Zyperns 1926 bis 1932, ließ eine Denkschrift an Kıbrıslı Kâmil Paschas Grab anbringen. Er schrieb die englische Inschrift, die am Grabstein unter einer alten türkischen Inschrift gemeißelt wurde. Sie lautete:
His Highness Kiamil Pasha

Son of Captain Salih Agha of Pyroi

Born in Nicosia in 1833

Treasury Clerk

Commissioner of Larnaca

Director of Evqaf

Four times Grand Vizier of the Ottoman Empire

A Great Turk and

A Great Man.